# Heinrich Berté

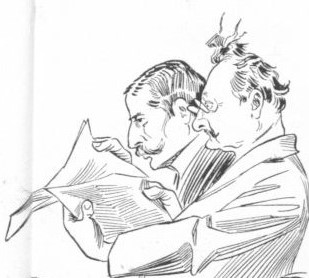
Zygmunt Skwirczyński: Heinrich Berté (hinten), 1911

Heinrich (Harry) Berté, eigentlich: Heinrich Bettelheim (* 8. Mai 1857 in Galgócz, Komitat Neutra; † 23. August 1924 in Perchtoldsdorf bei Wien) war ein österreichischer Komponist. Er war der Onkel von Emil Berté d. J. (1898–1968).

## Leben
Heinrich Berté, Sohn eines Arztes, soll nach dessen Tod, 1867, seinen Heimatort verlassen haben. Er besuchte nach einjährigen technischen Studien ab 1884 das Konservatorium der Gesellschaft der Musikfreunde in Wien, wo er bei Franz Krenn Komposition und Kontrapunkt studiert und Schüler von Joseph Hellmesberger, Robert Fuchs sowie Anton Bruckner gewesen sein soll.
Zu Beginn der Karriere war Berté ein relativ erfolgloser Komponist von Balletten und einer Oper. 1911 wurde ihm vom Schriftsteller Alfred Maria Willner ein Libretto für eine Operette über Franz Schubert nach dem soeben vollendeten Roman Schwammerl von Rudolf Hans Bartsch angeboten, das  Berté zuerst mit eigener Musik komponierte, nach der Erkenntnis der Erfolglosigkeit aber mit einer Bearbeitung bekannter Musiken Franz Schuberts versah.
Das am 15. Januar 1916 im Raimundtheater in Wien uraufgeführte Werk Das Dreimäderlhaus wurde mit Übersetzungen in 22 Sprachen (1921 als Blossom Time in New York, 1922 als Lilac Time in London), und Aufführungen in über 60 Ländern ein Welterfolg. Auch wurde die Operette mehrmals verfilmt. Berté konnte an diesen Erfolg nicht anknüpfen, seine zweite Schubert-Operette (Lenz und Liebe) blieb erfolglos.

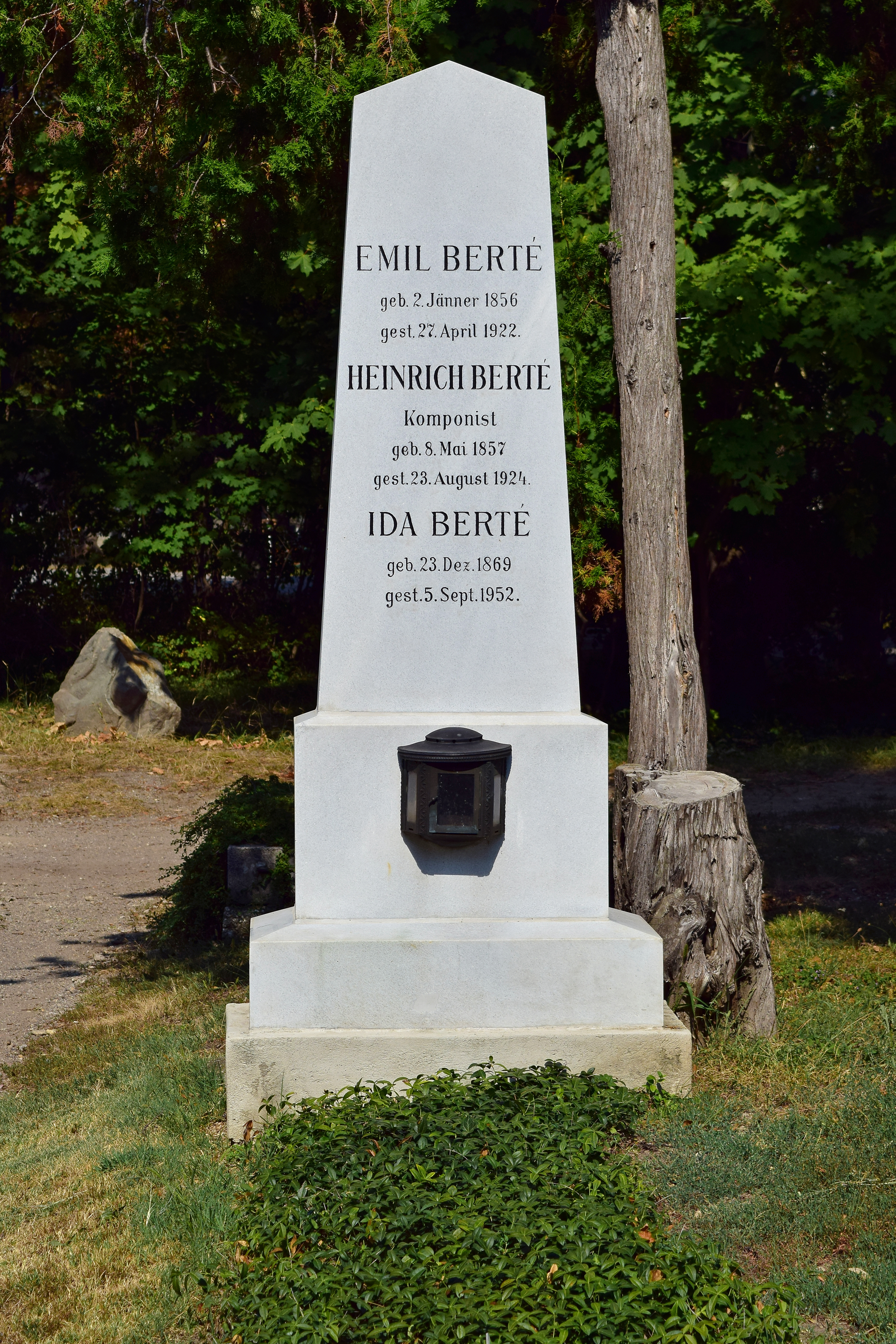
Ehrenhalber gewidmetes Grab am Wiener Zentralfriedhof

Berté, zeitlebens Junggeselle, wohnte bei seinem Bruder, Emil Berté d. Ä. (* 1856; † 1922), der ihn in seinem Wiener Musikalien- und Bühnenverlag als Kompagnon führte, um ihm eine finanzielle Unabhängigkeit zu ermöglichen.
Begraben ist Heinrich Berté in einem ehrenhalber gewidmeten Grab auf dem Wiener Zentralfriedhof (Gruppe 59 A, Reihe 6, Nr. 16).
In Würdigung des Komponisten wurde 1929 in Wien-Liesing eine Verkehrsfläche Bertégasse benannt.

## Werke

### Opern
- Die Schneeflocke (Prag, 1896)

### Operetten
- Bureau Malicone (Wien, 1891)
- Der neue Bürgermeister (Wien, 1904)
- Die Millionenbraut (München, 1904)
- Der Stadtregent (München, 1905)
- Der kleine Chevalier (Dresden, 1907)
- Der schöne Gardist (Breslau, 1907)
- Der Glücksnarr (Wien, 1908)
- Kreolenblut (Hamburg, 1911)
- Der Märchenprinz (Hannover, 1914)
- Das Dreimäderlhaus (Wien, 1916; mit Musik von Franz Schubert)
- Lenz und Liebe (Hamburg, 1918; mit Musik von Franz Schubert)
- Die drei Kavaliere (Wien, 1919)
- Coulissengeheimnisse (Hamburg, 1920)